# Ernst Hassler
Ernst Heinrich Hassler, Pseudonym Ernst Hall, (* 20. September 1922 in Komotau, Tschechoslowakei; † 27. April 2003) war ein deutscher Autor.

## Leben
Ernst Hassler wuchs im Sudetenland auf und musste als 18-jähriger Soldat in den Zweiten Weltkrieg ziehen. In Russland geriet er in sowjetische Kriegsgefangenschaft und betätigte sich hier als Wolgaflößer, Holzfäller, Eisenbahnarbeiter und Kolchosenarbeiter. Der Heimkehrer absolvierte ein Volontariat und wurde Journalist. Unter verschiedenen Pseudonymen veröffentlichte er Gerichtsreportagen, Feuilletons, Glossen und satirische Plaudereien in Tageszeitungen und Zeitschriften. Ab 1955 lebte er als freier Journalist und Schriftsteller in Fürth.
1963 veröffentlichte er unter dem Pseudonym Ernst Hall seinen ersten Kriminalroman, Die Glocken des Todes im Goldmann Verlag und erhielt dafür den Edgar-Wallace-Preis. 1964 wurde dieser Krimi als sechsteiliges Hörspiel unter dem leicht verkürzten Titel Glocken des Todes in einer Bearbeitung von Wolfgang Nied vom WDR unter der Regie von Rolf von Goth produziert und ausgestrahlt.
Er schrieb weitere Romane in der Goldmann-Krimireihe. Der 1978 erschienene Band Das Ohr stellt einen Ausflug in die Thriller-Reihe der  Rowohlt Rotations Romane dar. Er blieb dem Verlag treu, jedoch orientierten sich seine folgenden Werke an den Regeln des Sozio-Krimis und versuchen in einer Kriminalstory gesellschaftliche Zusammenhänge darzustellen.

## Werke
Als Ernst Hall
- Die Glocken des Todes (1963, 198 Seiten, Goldmann Taschenbuch Krimi Nr. 1263)
- Höllenflug (1965, 158 Seiten, Goldmann Taschenbuch Krimi Nr. 2099)
- Das Ohr (1978, rororo Nr. 2455)
- Galgenfrist (1981, rororo Nr. 2553)
- Sie werden sagen, es war Mord (1981, rororo Nr. 2571)
- Es lohnt sich nicht mehr (1983, rororo Nr. 2649)
- Die Radikalkur (1986, 157 Seiten, Goldmann Taschenbuch Krimi Nr. 4999)
- Scheidung auf fränkisch (1987, 157 Seiten, Goldmann Krimi Nr. 5038)